# Fluoraceton
Fluoraceton (systematický název 1-fluorpropan-2-on) je organická sloučenina se vzorcem CH3C(O)CH2F odvozená od acetonu náhradou jednoho vodíkového atomu fluorem. Za běžných podmínek jde o bezarvou až nažloutlou kapalinu, která je značně toxická a hořlavá.

## Příprava
Fluoraceton lze získat reakcí triethylamintrihydrofluoridu s bromacetonem.

## Použití
Fluoraceton se používá jako katalyzátor při studiu kinetiky rozkladu kyseliny peroxosírové za katalýzy ketony. Rovněž slouží jako výchozí materiál při syntéze vyšších ketonů.
Na rozdíl od ostatních halogenovaných derivátů acetonu, jako například chloracetonu a bromacetonu, nebyl fluoraceton využíván jako slzný plyn.